# Trichoplusia callista
Trichoplusia callista är en fjärilsart som beskrevs av Claude Dufay 1972. Trichoplusia callista ingår i släktet Trichoplusia och familjen nattflyn. Inga underarter finns listade i Catalogue of Life.